# Tucker Carlson Tonight
Tucker Carlson Tonight foi um talk show estadunidense apresentado pelo jornalista Tucker Carlson. O programa estreou em 14 de novembro de 2016 e foi transmitido ao vivo no canal de notícias Fox News até abril de 2023.

## História
Tucker Carlson Tonight foi criado para substituir o programa On the Record, apresentado por Brit Hume após a saída de Greta Van Susteren da Fox News.
Após a saída de Megyn Kelly do canal, foi anunciado em 5 de janeiro de 2017 que o programa seria o substituto de The Kelly File em 9 de janeiro de 2017. Martha MacCallum foi anunciada como sua substituta no horário das 19:00, com seu programa com o título The First 100 Days.
Em 19 de abril de 2017, foi anunciado que o programa assumiria o horário das 20:00 do The O'Reilly Factor a partir de 24 de abril de 2017, após o cancelamento do último programa.

## Audiência
O episódio de estréia do programa, foi visto por 3,7 milhões, com uma audiência superior às edições anteriores do On the Record, apresentadas por Greta Van Susteren e mais tarde por Brit Hume. Tucker Carlson Tonight atualmente mantém o domínio do horário da rede sobre a CNN e MSNBC. Em outubro de 2018, Tucker Carlson Tonight foi o segundo noticiário de maior audiência no horário nobre, depois de Hannity, com 3,2 milhões de espectadores.